# Lee Seung-hoon (Freestyle-Skier)
Lee Seung-hoon (koreanisch 이승훈 englisch Lee Seung-Hun; * 12. Juli 2005) ist ein südkoreanischer Freestyle-Skier. Mittlerweile nimmt er hauptsächlich an Wettkämpfen in der Halfpipe teil, zu Beginn seiner Karriere startete er auch vereinzelt im Slopestyle und im Big Air.

## Karriere
Seung-hoon gab sein internationales Wettkampfdebüt am 7. Januar 2019 bei einem Wettkampf im Slopestyle im Phoenix Snow Park. Sein erstes internationales Großereignis bestritt er nicht im März 2021 bei den Juniorenweltmeisterschaften in Krasnojarsk, wobei er in der Halfpipe die Silbermedaille gewinnen konnte. Ab diesem Zeitpunkt an startete Seung-hoon nur noch in der Halfpipe.
Am 10. Dezember 2021 gab er in Copper Mountain sein Weltcupdebüt, wobei er mit Rang 22 auf Anhieb Weltcuppunkte gewinnen konnte. Aufgrund dieser Leistungen wurde er für die Olympischen Winterspiele in Peking nominiert, wobei er die Qualifikation für das Finale verpasste und den Wettkampf auf dem 16. Platz beendete. Bei den Juniorenweltmeisterschaften 2022 in Leysin konnte er den Erfolg des Vorjahres nicht wiederholen und belegte den 4. Platz, wobei er das Podest um fast 30 Punkte verfehlte.
Bei den Weltmeisterschaften 2023 verpasste Seung-hoon das Finale der besten 10 um einen Dreiviertelpunkt und belegte den 11. Schlussrang.
Die Weltcupsaison 2023/24 sollte für Seung-hoon die bisher erfolgreichste seiner Karriere sein. So gelang ihm am 16. Februar 2024 mit Rang 3 beim Weltcup in Calgary seine erste Podestplatzierung im Weltcup. Die Halfpipe-Wertung beendete er damit auf dem 4. Platz, in der Park&Pipe Wertung belegte er den 10. Platz.

## Erfolge

### Olympische Winterspiele
- Peking 2022: 16. Halfpipe

### Weltmeisterschaften
- Bakuriani 2023: 11. Halfpipe

### Weltcup
- Saison 2023/24: 4. Halfpipe-Wertung, 10. Park&Pipe Wertung
- 3 Platzierungen unter den besten 5, davon ein Podestplatz

### Juniorenweltmeisterschaften
- Krasnojarsk 2021: 2. Halfpipe
- Leysin 2022: 4. Halfpipe

### Australian New Zealand Cup
- 2 Platzierungen unter den besten 10

### Europacup
- 2 Podestplätze

### Weitere Erfolge
- Südkoreanischer Meister in der Halfpipe (2020, 2021, 2023)
- 3 Siege bei FIS-Wettkämpfen